# Movimiento Revolucionario Internacionalista

El Movimiento Revolucionario Internacionalista fue una organización internacional comunista que sustenta el Marxismo-Leninismo-Maoísmo. Fundado en 1984, el movimiento busca unir a los partidos marxistas-leninistas-maoístas del mundo en una única tendencia política. 

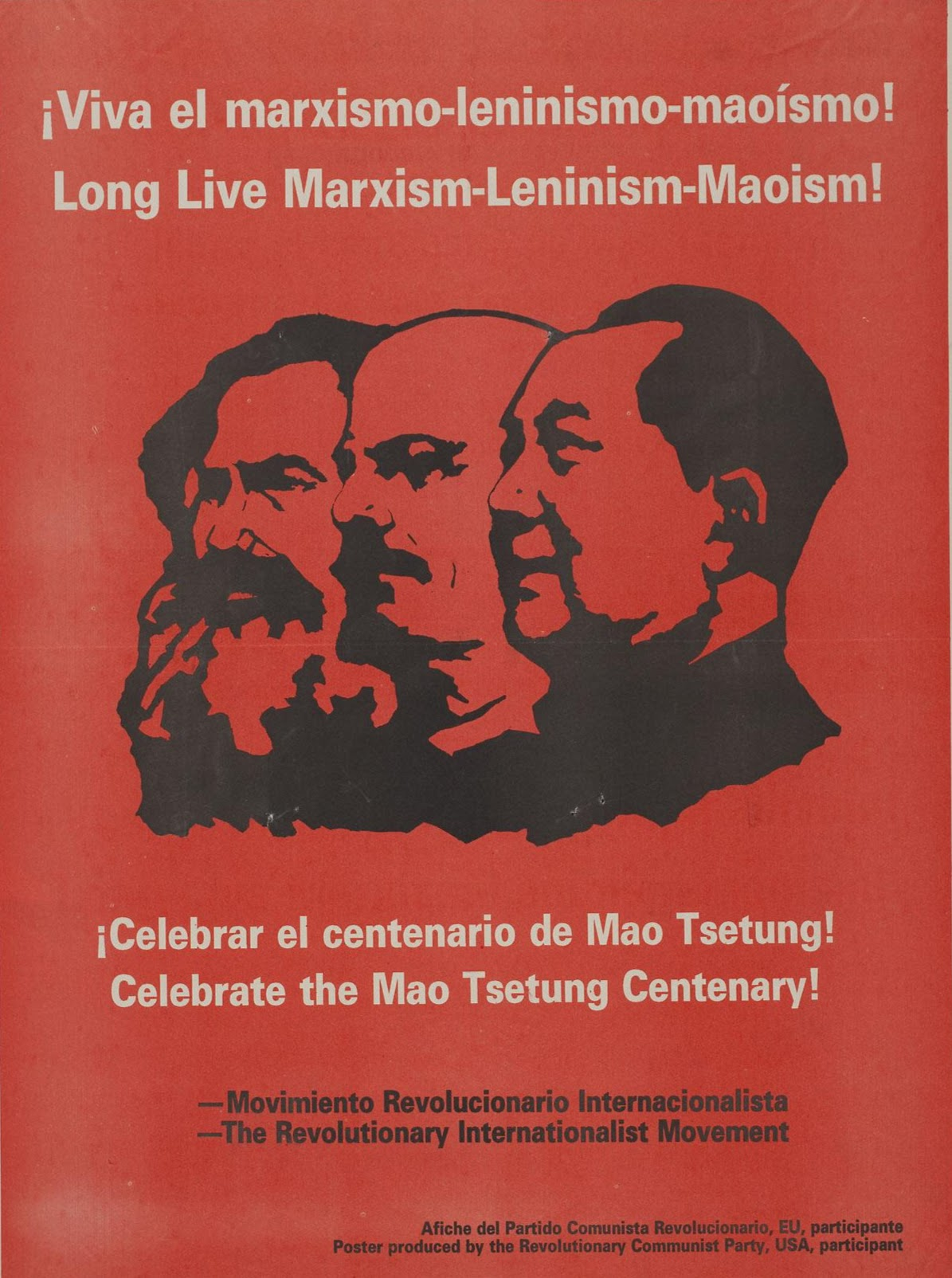
Cartel propagandístico en español e inglés del Partido Comunista Revolucionario de los Estados Unidos para celebrar al Movimiento Revolucionario Internacionalista, defensor del marxismo-leninismo-maoísmo.

El MRI (RIM según sus siglas en inglés) cree que la estrategia maoísta conocida como la guerra popular es la estrategia más efectiva para la revolución marxista en el mundo desarrollado y apoya activamente a los partidos que llevan adelante la guerra popular. El MRI publica un periódico teórico llamado A World To Win (Un mundo por ganar).

## Miembros fundadores
El Movimiento Revolucionario Internacional fue fundado en una conferencia en marzo de 1984. Los partidos fundadores fueron:
| País                 | Partido                                                                             |
| -------------------- | ----------------------------------------------------------------------------------- |
| Irán                 | Unión de Comunistas Iraníes (Disuelta en 2001)                                      |
| India                | Comité de Reorganización Central-Partido Comunista de la India (Marxista-Leninista) |
| India                | Partido Comunista Revolucionario de la India                                        |
| Sri Lanka            | Partido Comunista Ceilandés                                                         |
| Italia               | Colectivo Comunista de Agit/Prop                                                    |
| Italia               | Organización Comunista Proletaria Marxista-Leninista                                |
| Colombia             | Partido Comunista de Colombia - Marxista Leninista                                  |
| Colombia             | Grupo Comunista Revolucionario                                                      |
| Perú                 | Partido Comunista del Perú - Sendero Luminoso                                       |
| Turquía              | Partido Comunista de Turquía/Marxista-Leninista                                     |
| Haití                | Grupo Revolucionario Internacional de Haití                                         |
| Nepal                | Partido Comunista de Nepal (Maoísta)                                                |
| Nueva Zelanda        | Grupo Bandera Roja de Nueva Zelanda                                                 |
| Reino Unido          | Grupo Comunista de Nottingham                                                       |
| Reino Unido          | Grupo Comunista de Stockport                                                        |
| Chile                | Partido Comunista Revolucionario (Disuelto en 1984)                                 |
| Estados Unidos       | Partido Comunista Revolucionario de los Estados Unidos                              |
| República Dominicana | Unión Comunista Revolucionaria                                                      |

## Miembros actuales
Varias de estas organizaciones han desaparecido o han cambiado de nombre durante los años a la par que su fuerza ha decrecido. El Partido Comunista de Nepal (Mashal) se alejó por diferencias en su línea política pero un grupo mayor, el Partido Comunista de Nepal (Maoísta), se ha hecho miembro.
Las organizaciones indias se unieron en el Partido Comunista de la India (Maoísta) que no es miembro. Nuevas fuerzas han entrado al MRI en los años siguientes, incluyendo el Partido Comunista de Afganistán (Maoísta).

## Conflicto armado
De los miembros participantes del MRI, el Partido Comunista de Turquía/Marxista-Leninista, el Partido Comunista de Nepal y el Partido Comunista del Perú - Sendero Luminoso llevaron adelante un conflicto armado interno. El MRI también apoya las guerras revolucionarias que enfrenta el Partido Comunista de Filipinas y el Partido Comunista de la India (Maoísta).